# Vallée de Mai
Vallée de Mai is een natuurgebied op Praslin, een van de eilanden van de Seychellen. Het is een van de kleinste UNESCO Werelderfgoedgebieden ter wereld. Deze vallei vormt het hart van het Praslin National Park.
Vallée de Mai valt samen met de Aldabra-atol (staat ook op de Werelderfgoed-lijst) onder het bestuur van de Seychelles Islands Foundation.

## Geschiedenis
Tot voor 1930 bleef de vallei quasi onaangeroerd. Maar in het begin van de jaren ’30 besloot de nieuwe eigenaar de vallei te verfraaien met onder andere botanische tuinen. Vanuit deze tuinen werden veel sierplanten en fruitbomen geïntroduceerd. In 1948 kwam het gebied in handen van de regering en in 1966 werd het een natuurreservaat. Op dat moment was herstelling van de oorspronkelijke fauna de hoofdzaak.
Vallée de Mai met de unieke Coco de mer-bossen werd in 1983 UNESCO Werelderfgoedgebied.

## Fauna en flora
Vallée de Mai staat bekend om zijn Coco de mer (Lodoicea maldivica), de uitzonderlijke palm.
Dieren als zwarte papegaaien (Corocopsis nigra barklyi), zwaluwen (Collocalia francica), gekko’s en boomkikkers (Tachycnemis seychellensis) komen hier ook voor.

## Hof van Eden
In 1881 bezocht de Britse officier Charles George Gordon de vallei. Hij beweerde dat dit ooit de locatie van het Hof van Eden was geweest, de woonplaats van Adam en Eva. Hij vond hiervoor bewijs in het boek Genesis. Hij beweerde dat de palmboom de Boom van de kennis van goed en kwaad was en dat de broodboom de levensboom was. In de coco de mer zag hij de verboden vrucht, o.a. vanwege haar suggestieve vorm. Gordon kreeg destijds wel kritiek. Zo wees men hem erop dat de broodboom door de plantagehouders geïmporteerd was en dat het onmogelijk is om een hap uit een coco de mer te nemen maar dankzij hem doet sindsdien wel een lokaal gezegde de ronde dat de Seychellen ooit het Hof van Eden zijn geweest.